# 菊地毅
菊地 毅（きくち つよし、1964年11月21日 - ）は、日本の男性プロレスラー。宮城県仙台市出身。血液型B型。

## 経歴
小中学生の頃はスイミングクラブに通い、一級下のクラスには齋藤彰俊がいた。大東文化大学へ進学後はレスリング部で活躍。1986年の全日本学生選手権フリースタイル100kg級に出場し優勝を果たした。その前年まで、このクラスを連覇していたのは本田多聞であった。

### 全日本プロレス
1987年にジャンボ鶴田の紹介で全日本プロレスに入門。1987年12月、後楽園ホールでの『ハル薗田選手夫妻を偲ぶメモリアル・セレモニー』でのバトルロイヤルで小橋健太と共にデビューし、1988年2月に滋賀県栗東町民体育館の百田光雄戦で本デビュー。同日には自身より1か月遅く入門した小橋もデビューし、その後は互いに負けじと切磋琢磨していく。1990年に三沢光晴、川田利明らが結成した超世代軍に加入し、ジャンボ鶴田に対抗。鶴田にやられまくりながらも立ち上がるファイトで人気急上昇。レスラーとして目標としているダイナマイト・キッドがユニオン・ジャックを臀部にあしらったロングタイツであったため、それに倣って旭日旗を臀部にあしらったタイツをまとい、火の玉小僧の異名を取る。その余りにも壮絶なやられっぷりは「やられの美学」、また「受け身の達人」でもなく「受けの達人」とまで形容された。この時期、鶴田の怪物性を最も引き出したのが菊地であった。
1992年には小橋とのタッグでダグ・ファーナス・ダニー・クロファットのカンナム・エクスプレスを破り、第59代アジアタッグ王者となった。地元仙台市の宮城県スポーツセンターにおける戴冠だった。折からの人気に地元の大きな声援が加わり、『前座のタイトル』扱いだったアジアタッグ戦では前代未聞の熱狂を巻き起こした。
ジュニアヘビー級でのシングル戦線では長らく足踏みしたものの、1996年7月、日本武道館において通算8度目の王座挑戦で渕正信を破り、遂に悲願の世界ジュニアヘビー級王座を獲得した（第16代）。この王座は2度防衛に成功（相手は浅子覚・ロブ・ヴァン・ダム）、同日には小橋も初めて三冠王者に輝いている。
しかし、同時期に台頭した小川良成を苦手としたため、ジュニアヘビー級で確固たる地盤を築くことができず、王座戦線からは次第に後退。全日本在籍時末期には悪役商会でのファイトが中心となっていた。

### プロレスリング・ノア
2000年の全日本大量選手離脱騒動では三沢らと行動を共にし、全日本プロレスを退団してプロレスリング・ノアに移籍。旗揚げ第2戦のメインで小橋が敗れ、秋山準との乱闘から小橋を救出したことでお笑い系から離脱し、注目を集める。その後バーニングの一員として小橋と共闘する傍ら、2002年には金丸義信と組んで新日本プロレスの獣神サンダー・ライガー&田中稔組を破って第9代IWGPジュニアタッグ王座を獲得した。
その後は秋山との抗争で一時的に脚光を浴びたものの、再び前座戦線に戻っている。テレビ中継解説者でレフェリーのマイティ井上によると、菊地はヘッドバットの使用過多や、無茶をするファイトスタイルから、パンチドランカーの症状が出ているといい（本人は否定）、体調面の不安も抱えている。
2009年には新日本プロレスベスト・オブ・ザ・スーパージュニア XVIに出場。公式戦初戦で優勝した金本浩二に勝利したが、結果は3勝3負の勝ち点6で決勝トーナメント出場は出来なかった。

### フリー
2009年12月末日付で「年間報酬保障フリー選手契約が満了」となり退団、フリーとなった。
以後は奇天烈なキャラクター性を前面に押し出すようになり、古巣の全日や様々なインディー団体で活躍。各団体の興行で強烈なインパクトを残し、2010年日本インディー大賞のニューカマー賞を受賞した。
一時期、アルバイト先の餃子の王将所属を名乗っていた。とび職、牛タン店、ラーメン店で修業をするなど職を転々とし、人材派遣・業務請負業者に登録し、工場内作業の仕事に就いていた。
また、泉田純至、本田多聞とともにチーム「頑」（かたくな）を結成。
2013年9月16日の天龍プロジェクト興行「革命陽上」のセミファイナル6人タッグ戦に出場。
2014年には宮城県大衡村の企業・オガワ企画でトレーニングをしながら働いていた。オガワ企画サポートの元、DDTプロレスリングかユニオンプロレスの仙台大会には必ず参戦し、さらには全日本プロレス仙台大会に観戦に来ていた菊地はケンドー・カシンに呼ばれヘッドバットを決めた。
4月27日、OZアカデミーで伊東竜二とシングル対決。試合は親友で仙台では有名なピンクのゆ〜じを人質に使ったりと自由すぎたが、最後は伊東のドラゴンスプラッシュに敗れた。
5月4日、ユニオンプロレスで菊地毅26周年記念試合を開催。FUMAと組み石川修司&河村知哉と対戦。火の玉ボムで河村知哉に勝利。
全日本プロレス「復活!2014ジャイアント・シリーズ」にスポット参戦。10月11日岩手県サンレック北上大会では青木篤志とシングルで対戦、腕ひしぎ逆十字固めで敗れる。10月12日秋田県セリオンプラザ秋田大会では秋山準と組み、DKのKENSO&長井満也と対戦するが葉隠れで敗れる。
11月、DDTと全日本の仙台大会に参戦。また、最近では仙台城南高校レスリング部で週2回トレーニングしているという。
12月、後楽園ホールで行われた全日本の和田京平レフェリー40周年&還暦記念大会に登場、本田多聞&井上雅央とタッグを結成し西村修&土方隆司&野村直矢組と対戦し野村を火の玉ボムで仕留めて勝利した。また、この試合後には本田、井上、金丸の3人と一緒に世界ジュニアに挑戦する渕正信のセコンドにも就いた。
2015年2月21日、宮城県富谷町（現富谷市）の焼肉小鉄の店長となる。
6月27日、プロレスリングFREEDOMS仙台大会に参戦しミニライブを行う。また、仙台のライブハウスで菊地毅&THE FIRE BALLSとしてライブも行っている。
11月28日、全日本プロレス仙台大会に参戦。元みちのくプロレス所属で6年ぶりに現役復帰した愛澤 No.1とタッグを結成。復帰するまで愛澤のトレーナーとして指導もしていた。
2016年2月26日、超戦闘プロレスFMW・後楽園ホール大会で『菊地毅デビュー28周年記念』〜高速カウント特別ルール・バトルロイヤル時間無制限を行う。7月4日、フリー転向後初めて古巣であるノア仙台大会に参戦。
2019年1月12日、全日本プロレス・宮城大会に参戦しTAJIRIの保持するGAORA TVチャンピオンシップに挑戦するも惜敗。
2020年8月31日、2015年から勤めて店長をしていた焼肉小鉄を退職。
2021年5月3日、プロレス酒場GOLD主催興行による仙台PIT大会にてリング最後の試合を行う。対戦相手は自らの希望により金本浩二とのシングル戦、リングアナは田中ケロが務め、ムーンサルトプレスで敗北。
以降は首の治療に専念しつつも、引退は否定し、マットプロレスは引き続き行う意向を示している。

## タイトル歴
全日本プロレス
- 世界ジュニアヘビー級王座
- アジアタッグ王座（パートナー：小橋健太）

新日本プロレス
- IWGPジュニアタッグ王座（パートナー：金丸義信）

プロレスリングZERO1
- NWA世界ジュニアヘビー級王座（ニュー・レスリング・アライアンス版）
- NWAインターナショナルライトタッグ王座（パートナー：菅原拓也）

DDTプロレスリング
- アイアンマンヘビーメタル級王座

アパッチプロレス軍
- アパッチ認定無差別級王座

プロレスリングA-TEAM
- WEWジュニアヘビー級王座

日本インディー大賞
- ニューカマー賞

## 得意技
火の玉ボム
1994年3月、対井上雅央戦の決め技として公開。以来、後述のジャーマン・スープレックスと並ぶ菊地の決め技となっている。
リバース・ボディースラムで相手を担ぎ上げてからのジャンピング・パワーボムで相手を叩きつける。相手の背後に立ち、片腕を首に回し、もう片腕を相手の股間に当てる。そのまま相手の体を高々と持ち上げると同時に、相手を上下逆さまに旋回させる。持ち上げた状態で、相手の首に当てた腕を離して、同時にジャンプして両足を前方に開脚、尻餅を着くと同時に相手をパワーボムのように背面から叩き落とし、そのままエビ固めでピンフォールする。その後、改良型として、落とす際にジャンプせずに、通常型パワーボムのように前のめりに倒れ込みながら相手を叩きつけるバリエーションも開発（火の玉ボム・改）。
2000年代後半あたりから、相手を持ち上げる際に相手の脇の下に自分の頭部を潜り込ませるような形で決めることが多くなり、さらに相手の股間を掴む手が太腿あたりになることも多く、結果としてアトミック・ドロップや抱え込み式バックドロップのような体勢で相手をリフトするような形となったため、秋山準のブルーサンダー（橋誠のゴリサンダー、マイキー・ニコルスのマイキー・ボム）と類似の技となった。
なお、この場合でも相手を旋回させるタイミングに違いがあり、火の玉ボムは相手を担ぎ上げながら相手を上下逆さまに旋回させるのに対し、ブルーサンダーは相手を持ち上げたあと落下させる際に相手を上下逆さまに旋回させる。
ジャーマン・スープレックス
超世代軍時代初期より決め技としている。初めて世界ジュニアヘビー級王座を獲得した時をはじめ、大一番で決め技として使用している。後述の通り連発式でも繰り出す。
ロコモーション式ジャーマン・スープレックス
上記ジャーマン・スープレックスで投げたあと、相手を離さずに起き上がり、連続して3連発かける（2連発の場合もある）。
ゼロ戦キック
レッグラリアット。菊地の全日本時代の超世代軍所属初期より使用しており、菊地の代名詞的な技となっている。木村健吾の使用する稲妻レッグ・ラリアットは自身の体が外に流れるようにして足の内側を相手にヒットさせるが、菊地のゼロ戦キックはそれとは逆で自身の体を浴びせるようにして足の外側（ふくらはぎ付近）を相手にヒットさせる。串刺し式やその場飛び式、ポスト上からのダイビング式などのバリエーションもあり、ダイビング式は1990年代前半から中盤ごろまでここ一番の秘密兵器的な技として使用されて決め技になることもあった。
ダイビング・ヘッドバット
ダイナマイト・キッドに憧れていて、超世代軍時代から使い始めた。キッド同様に離れた相手をめがけ遠くへ大きく飛んで行くタイプと、ポスト付近に倒した相手めがけて斜めに落ちるようなタイプを使い分けている。格下相手には、この技が決め技になることもある。
火の玉レーヴァテイン
菊地の最大級の大技。火の玉ボムと同じくリバースボディスラムと同じ形から入るが左手の向きが逆方向に向いており、そのまま火の玉ボム同様に持ち上げた後に相手の顔面もしくは額から落とす様にシットダウンで叩きつける危険技、左手で相手の頭部の角度を調整している。過去に出したのは数回限りで、かけた相手は丸藤正道とKENTAのみ。この技でピンフォールした事は一度もない。技名は菊地のブログで公開され、北欧神話の剣が由来である。
スパイダー・ジャーマン
この技を出した後、ダイビング・ヘッドバットへと移行するのがお決まりのムーブ。
ミサイルキック
日の丸タイツと日の丸特攻隊のイメージから超世代軍時代初期より長年にわたり中盤での繋ぎ技として使用している。
高速式ブレーンバスター
ダイナマイト・キッドに強い影響を受けていることから、若手時代より使用している。キッドと同じく超高速で繰り出す。後述の通り連発で繰り出すことも多い。
ロコモーション式ブレーンバスター
上記ブレーンバスターをかけたあと、相手を離さずに起き上がり、連続して3連発かける（2連発の場合もある）。
フィッシャーマンズスープレックス
超世代軍時代初期より長年にわたり中盤での技として使用している。ブレーンバスターの連発の締めに、フィッシャーマンを持ってくることもある。
各種ヘッドバット
通常型のヘッドバット（頭突き）のほか、さまざまなバリエーションで繰り出す。もともと要所要所で使用していたが、1990年代後半より多用するようになり、菊地の代名詞的な技に。全日本時代後期やノア時代初期には、場外乱闘の中でマイクでヘッドバットの打撃音を拾うといったパフォーマンスが定番だった。倒れた相手めがけて倒れ込み式ヘッドバットを奇声を発しながら連発するものはクレイジー・ヘッドバットと呼ばれる。
エルボー・バット
試合の序盤や中盤以降の繋ぎ技として多用する。

## エピソード
- プロレス観戦において、選手への声援は一般的には呼び捨ての場合が多いが、仙台大会では菊地への声援は呼び捨てではなく、男性客・女性客から「菊地さん」と敬称を付けての声援が飛ぶ。
- かつて常時着用していた「日の丸タイツ」は、のちにここ一番の試合の時のみ着用するようになった。仙台大会は常にこのタイツを着用しており、観客からは「日の丸タイツありがとう！」といった声援が飛ぶ。日の丸タイツは、目標としていたイギリス出身のダイナマイト・キッドがタイツの背面部にイギリス国旗のユニオンジャックをデザインしていたことに影響を受け、旭日旗をデザインしたことが始まり。

## 入場テーマ曲
- HINOTAMA KOZO 〜 Again
- 頭突きdeジダンだ?! 〜BUBBLE-B プロレスMix feat. 菊地毅（Coup de Boule "Bubble-B Wrestling Mix" feat. Kikuchi-T）
- HINOTAMA KOZO